# 林正茂 (萬曆進士)
林正茂（？—？），字孺敷，號蕃阳，浙江台州府临海县人，軍籍，明朝政治人物。

## 生平
万历三十一年（1603年）癸卯科浙江乡试舉人，三十二年（1604年）甲辰科进士，礼部觀政，本年丁憂，三十六年授太常寺博士，卒。